# Eidmannella rostrata
Eidmannella rostrata là một loài nhện trong họ Nesticidae.
Loài này thuộc chi Eidmannella. Eidmannella rostrata được Willis J. Gertsch miêu tả năm 1984.